# Atropus atropos
Atropus atropos är en fiskart som först beskrevs av Marcus Élieser Bloch och Johann Gottlob Theaenus Schneider, 1801.  Atropus atropos ingår i släktet Atropus och familjen taggmakrillfiskar. Inga underarter finns listade.